# Curse at Alton Manor
The Curse at Alton Manor est un parcours scénique situé dans le parc à thème Alton Towers, près du village d'Alton dans le Staffordshire, en Angleterre, ouvert en 2023. Il a ouvert ses portes en 1992 sous le nom de The Haunted House. En 2003, il a été remanié sous le nom de Duel - The Haunted House Strikes Back! avec l'ajout d'un tir laser interactif jusqu'à sa fermeture en septembre 2022. L'attraction a rouvert en 2023 sous le nom de The Curse At Alton Manor. Il existe une restriction de hauteur minimale de 0,9 mètre. Les personnes mesurant moins de 1,1 mètre doivent être accompagnées d'un adulte.

## Développement

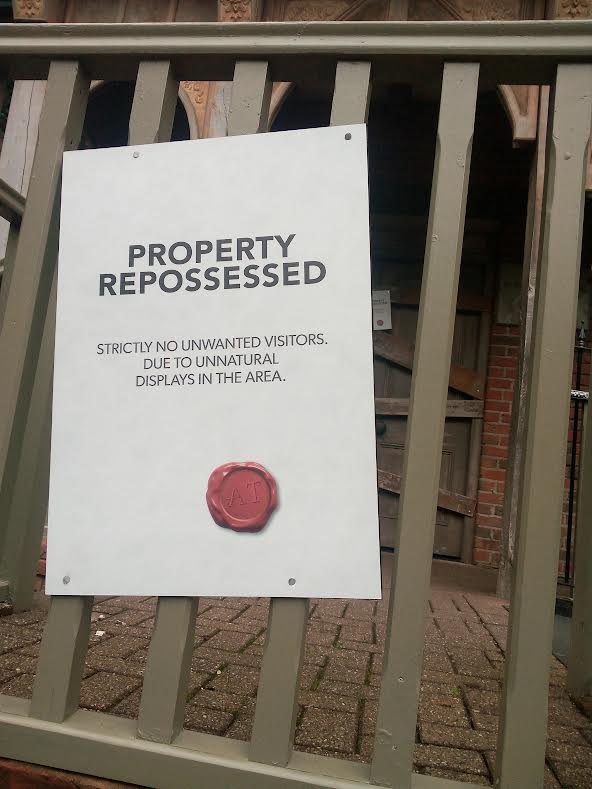
L'avis de fermeture de Duel en octobre 2022.

Après un premier teaser, l'attraction Duel - The Haunted House Strikes Back! a fermé ses portes le 6 septembre 2022 et The Curse at Alton Manor a été annoncé en janvier suivant. Des détails ultérieurs ont révélé que la nouvelle histoire de l'attraction tournerait autour d'un personnage nommé Emily Alton (joué et exprimé par Imogen Turner), basé sur la petite fille fantôme victorienne qui habitait une maison de poupée dans la zone d'attente de The Haunted House et de Duel - The Haunted House Strikes Back!. L'un des thèmes principaux de l'attraction est que son esprit cherche à se venger d'avoir été laissé seul et négligé dans la maison.
Dans le cadre de la rénovation, les pistolets laser ainsi que les cibles ont été retirés et la capacité du véhicule de transport a été rétablie à six passagers (Duel - The Haunted House Strikes Back! ayant réduit la capacité de l'attraction à cinq passagers). L'attraction a été officiellement ouverte au public le 18 mars 2023.

## Histoire

### The Haunted House
The Haunted House originale a été conçue par The Sparks Group et John Wardley et était la plus grande attraction hantée d'Europe au moment de son ouverture. Le système de transport a été construit sur mesure par Mack Rides et conçu pour permettre un débit élevé tout en laissant les voitures parcourir le trajet séparément à des vitesses variables en fonction des zones. Ouverte le 30 mars 1992, The Haunted House a bénéficié d'une publicité considérable et est restée l'une des attractions principales d'Alton Towers pendant de nombreuses années.

### Duel – The Haunted House Strikes Back!
En 2002, de nombreuses scènes originales avaient été modifiées de manière ponctuelle par le parc. Le parc a décidé de réorganiser l'attraction en ajoutant des pistolets optique dans les véhicules de l'attraction, ce qui permettait aux visiteurs d'interagir avec les scènes du parcours scénique en pointant leurs armes sur des cibles infrarouges dispersées tout au long de l'attraction. Chaque cible touchée par un passager s'ajoute à son score individuel affiché sur un écran dans chaque véhicule. Vers la fin de la saison 2002, une affiche a été placée à l'extérieur annonçant le nouveau nom et la date d'ouverture : "Whatever you do, don't miss! Duel - The Haunted House Strikes Back!" ("Quoi que vous fassiez, ne le manquez pas ! Duel - The Haunted House Strikes Back!").
Une nouvelle bande-son composée par David Buckley est jouée en boucle tout au long de l'attraction avec deux moitiés de canal différentes placées dans des zones différentes. D'autres changements apportés à l'attraction comprenaient le remplacement de nombreux personnages par des zombies. Pour faire de la place à la technologie embarquée pour les pistolets laser, un siège dans la rangée arrière de chaque véhicule de transport a été supprimé, réduisant ainsi la capacité de chaque véhicule de transport de six à cinq. L'attraction rénovée a ouvert ses portes en avril 2003.
Pour l'événement « Scarefest » d'Halloween de 2008 et 2009, l'attraction a ouvert sous le nom de « Duel : Live ! » mettant en scène plusieurs acteurs en direct autour de l'attraction. Les visiteurs attendaient à la porte, avant d'être accueillis par une femme de chambre ou un majordome. À l’intérieur, les pistolets laser et les cibles ont été éteints et la musique remplacée par une bande-son plus effrayante. En 2008, Duel proposait son expérience habituelle le matin et l'après-midi avant de devenir Duel Live après 15h00. En 2009, Duel Live s'effectuait toute la journée. En 2010, la superposition a été rebaptisée « Skelvin's Haunted Adventure », sur le thème de la mascotte d'Halloween du parc « Skelvin », et la bande son de l'attraction a été remplacée par la musique du générique de Beetlejuice.

## Déroulé de l'attraction

### The Haunted House (1992 - 2002)
Les visiteurs faisait la file d'attente devant des pierres tombales dans une zone boisée, avant d’entrer dans la maison par les portes d'entrée. La file d'attente intérieure serpentait à travers les différentes pièces de la maison, représentant un vestibule et un salon victoriens faiblement éclairés. Ces scènes présentaient un certain nombre d'illusions aux visiteurs le tout dans une ambiance effrayante (bande-son comprise). La deuxième pièce était également inclinée pour désorienter les visiteurs. Sur le côté gauche de la pièce se trouvait une maison de poupée qui utilisait l'illusion du fantôme de Pepper pour montrer la représentation fantomatique d'une petite fille nommée Emily Alton (qui deviendra plus tard un élément central de The Curse at Alton Manor) et de son chat de compagnie appelé Snowy jouer qui joue à l'intérieur de celle-ci.
Après avoir embarqué dans leur véhicule, ceux-ci s'éloignent les uns des autres pour emmener les passagers individuellement dans les différentes scènes de l'attraction. La première scène a amené les passagers devant des murs de pierre fissurés qui semblaient possédés. Par la suite, on se retrouve dans le Grand Hall, qui semble vide d'apparence avant qu'un grand démon n'apparaisse entre deux colonnes. Cet effet a été obtenu avec des miroirs positionnés parallèlement et un éclairage tamisé. Le véhicule conduit les passagers à l'écart dans un coin sombre, où le démon réapparait offrant une tasse de thé (plus tard remplacée par un couteau et un rat géant).
Le véhicule se rend ensuite dans une pièce en pierre et se dirige vers une grande effigie en forme de crâne dans la bouche du crâne. À l’intérieur, un grand tunnel de trommel rotatif qui donnait aux passagers la sensation de tourner ou du moins de s'inclinait. Le parcours se poursuivait dans un couloir en pierre avec de grandes fenêtres gothiques de chaque côté. De grandes goules survenaient des fenêtres vers les passagers, avant que le véhicule ne passe la plus grande fenêtre avec un visage géant et fixe.
La scène suivante a montré des cavaliers se faufilant entre de grandes araignées et des toiles, en commençant par une voix chuchotant « Avez-vous peur des araignées ? » et des araignées de plus en plus grandes, pour finir par une araignée de taille géante suspendue au-dessus de notre tête. Les passager passaient ensuite dans un couloir où un squelette tirait un levier sur une boîte à fusibles, éteignant les lumières. Cette scène présentait à l’origine un grand fantôme qui survolait le couloir. Celle-ci a été supprimée après sa première année et remplacée par une nouvelle scène mettant en vedette des squelettes en 1993. À son tour, la majeure partie de cette scène a également été supprimée au cours des années suivantes. Le véhicule entamait ensuite une série de virages serrés dans l'obscurité, pendant que des têtes hurlantes volaient au-dessus des passagers grâce à un effet stroboscopique UV.
Les passagers se sont ensuite rendus la nuit dans un jardin sinistre, après quoi la voiture a ralenti. Un corbillard écrasé pouvait être vu devant vous, avec un croque-mort vous faisant signe de vous rapprocher et des fantômes sortant d'un cercueil ouvert (en utilisant l'illusion du fantôme de Pepper ). Plus loin dans le jardin, une goule ressemblant à un troll surgit des rochers sur la droite. Une statue de la Mort se dressait au fond du jardin. Derrière une arcade, une colonne de pierre se retournait soudainement pour révéler un démon grand et mince avant que les voitures n'accélèrent. Le final s'est ensuite poursuivie plus loin dans le jardin, où les cavaliers ont traversé un marais rocheux possédé alors que divers monstres, créatures et goules apparaissaient.

### Duel – The Haunted House Strikes Back! (2003 - 2022)
À l'exception de la maison de poupée, de nombreux effets de la file d'attente ont été supprimés ou modifiés lors de la refonte de Duel, y compris les portraits aux yeux mobiles, pour être remplacés par des écrans diffusants une vidéo de présentation. De nombreuses caractéristiques du parcours ont été modifiées et des cibles ont été ajoutées au décor. Des zombies ont également été ajoutés au dans le tunnel de trommel, aux fenêtres géantes et aux scènes d'araignées. La fin originale du marais a été entièrement remplacée par une cave où des zombies apparaissaient depuis des tonneaux, des fenêtres et des passerelles suspendues.

### The Curse at Alton Manor (2023 - aujourd'hui)

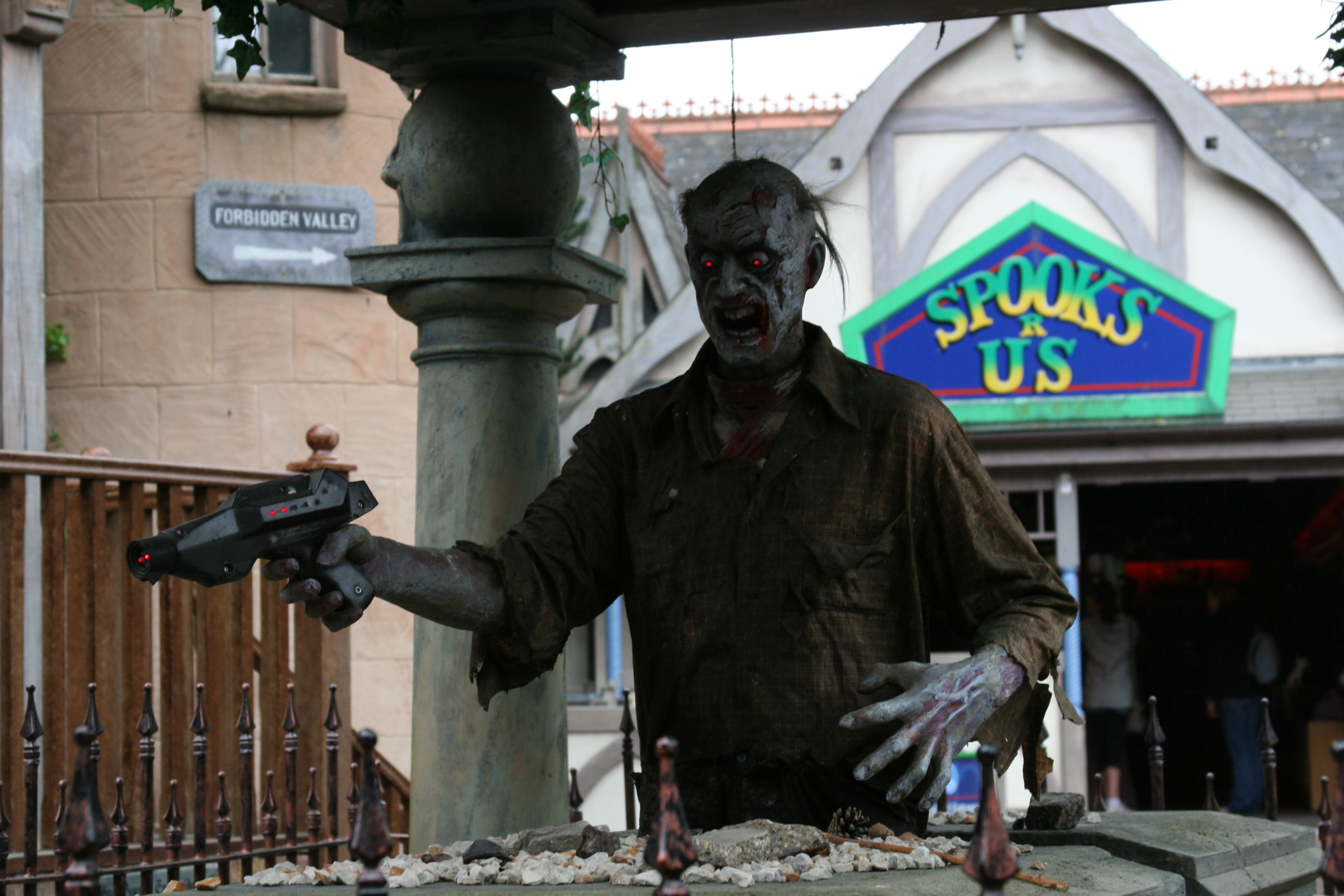
Zombie à l'extérieur de l'attraction, en 2008.

Une grande crypte à l'extérieur de l'attraction qui auparavant présentait un zombie tenant un pistolet laser lors de Duel a été transformée en tombeau pour Emily Alton et la partie supérieure de la crypte a été déplacée pour marquer le panneau d'entrée de l'attraction. Les visiteurs font la queue dans le même cimetière de Gloomy Wood, utilisé aussi pour Duel, mais avec de nouveaux éléments thématiques tels que de nouvelles pierres tombales avec des épitaphes faisant référence à des attractions précédentes du parc, de vieux jouets tels que des poupées, des animaux en peluche, des blocs de construction et des plaques affichant de courts poèmes placés autour de la file d'attente qui présentent aux visiteurs l'histoire de l'attraction. Les visiteurs entrent dans le manoir maintenant réorganisé dans des circonstances mystérieuses, où il est à vendre et où une journée portes ouvertes est organisée. La première salle présente une annonce immobilière pour la maison au prix de 1 992 000 £ (une référence à 1992, l'année de l'ouverture initiale de The Haunted House).
En entrant dans la deuxième pièce, une réplique de maison de poupée basée sur le manoir se trouve au centre de la pièce. Un narrateur invisible explique qu'en 1892, la famille Alton a organisé une somptueuse fête pour célébrer le réveillon du Nouvel An, mais sur le coup de minuit, une violente tempête a ravagé le manoir, tuant la famille Alton et tous les invités présents. Cependant, Emily, 11 ans, la fille unique d'Henry et Elizabeth Alton, a mystérieusement disparu et reste portée disparue. La voix d'Emily se fait alors entendre murmurer "Let me show you what happened" (" Laissez-moi vous montrer ce qui s'est passé "), et les images fantomatiques d'Henry et Elizabeth Alton pendant la nuit fatidique apparaissent à l'intérieur du salon de la maison de poupée. Emily entre et supplie son père de lui accorder la permission d'assister à la fête. Henry renvoie cruellement Emily dans sa chambre au grenier, la traitant de "wretched little creature" (" misérable petite créature "). Emily apparaît dans le grenier en pleurant. En colère, elle ramasse une poupée et lui brise le cou. Emily, désormais possédée, commence à briller d'une énergie surnaturelle de couleur violette qui se propage au reste de la maison de poupée, faisant disparaître ses parents et les invités de la fête. La pièce entière de l'attraction est désormais éclairée d'une lumière ultraviolette et révèle les inscriptions d'Emily écrits sur tous les murs.
Les visiteurs entrent dans la station d'embarquement ornée de décorations de fête du Nouvel An. Les passagers montent à bord des véhicules de l'attraction. L'attraction débute en tournant dans un coin, passant devant un tableau d'Emily et de ses parents ; ces derniers disparaissent alors qu'on peut entendre Henry qualifier sa fille de « misérable petite créature ». Ils s'approchent ensuite d'une arche en pierre, alors qu'une énergie violette la remplit et qu'Emily murmure "This is my house" (" C'est ma maison ").
Le véhicule entre alors dans la salle à manger, s'approchant d'un vitrail du manoir qui se brise alors avec cette énergie violette. Les cadavres des invités à la fête sont vus assis à des tables et Emily elle-même apparaît en lévitation à l'autre bout de la pièce dans un couloir apparemment sans fin avant de disparaître dans un éclair de lumière. Après que les passagers rencontrent une figure démoniaque apparaissant soudainement au-dessus de leurs têtes, ils passent ensuite devant la chambre d'enfant d'Emily, alors que ses empreintes de pas et de mains sont visibles sur tous les murs du couloir. Ils s'approchent alors d'un grand tableau représentant les parents d'Emily, et l'entendent dire "Along the walls, down the hall, way up high, time to die!" (" Le long des murs, au bout du couloir, tout en haut, il est temps de mourir ! "). Pendant qu'elle dit cela, un éclair violet déchire le tableau des parents d'Emily.
Le véhicule tourne alors dans un virage et rencontre une cheminée géante. On peut entendre la voix d'Emily disant "You're mine!"(" Tu es à moi ! ") alors que les passagers sont entraînés à travers la cheminée remplie de fumée et traversent un tunnel trommel, avec des messages sinistres griffonnés sur les murs tournants et un cadran d'horloge géant tournant au bout du tunnel désorientant davantage les invités.
Le véhicule tourne et entre dans une pièce faiblement éclairée avec une petite silhouette d'Emily qui dit aux invités "Let's play hide and seek" (" Jouons à cache-cache "). Une ombre démoniaque s'élève derrière Emily alors que le véhicule prend un virage pour arriver dans l'obscurité totale. Emily se moque des invités alors qu'elle se cache dans les couloirs sombres, apparaissant comme une apparition corporelle (obtenue grâce au fantôme de Pepper ) avant de disparaître puis d'être vue se cachant dans un coin à travers une fenêtre. Les passagers découvrent ensuite un grand spectacle de marionnettes avec des marionnettes représentant Emily et ses parents, qu'elle décrit comme sa "perfect family" (" famille parfaite "). Soudain, la main géante d'Emily apparaît, tendant la main vers les visiteurs alors qu'elle crie "Found you!" ("Je t'ai trouvé ! ").
Le véhicule entre ensuite dans le grenier, rencontrant diverses poupées possédées sans yeux. Emily demande ensuite aux visiteurs s'ils ont peur des araignées, puisque l'on peut voir son ombre sur le mur se transformer en araignée. Les invités rencontrent ensuite d'autres poupées et araignées avant de se retrouver face à face avec Emily, qui s'est transformée en une araignée géante sous laquelle les passagers passent.
Les visiteurs entrent alors dans un long couloir de miroirs ; ils peuvent se voir en passant devant ceux-ci avant que leur reflet ne disparaisse. Emily apparaît alors dans le reflet du véhicule vide, assise au premier rang. Soudain, une autre poupée apparaît avant que les passagers ne rencontrent une projection d'un crâne démoniaque qui crie après eux. Le véhicule entre alors dans l'obscurité totale à nouveau avec des esprits passant au-dessus de la tête des passager.
Le véhicule pénètre ensuite dans les jardins du manoir par une nuit d'orage, où ils rencontrent diverses poupées vaudou ainsi qu'un corbillard. Emily peut être vue assise sur une balançoire et disparaît lorsque les véhicules passent devant elle. Les passagers sont ensuite réduits par Emily et entrent dans sa maison de poupée géante, qui est remplie de divers jouets, poupées et références à diverses attractions du complexe du passé et du présent. Emily cherche furieusement les invités alors que l'on peut voir sa main atteindre l'intérieur de la maison de poupée et son œil regarder à travers une fenêtre, qui se transforme en un noir sinistre alors qu'elle crie "There you are! You're mine!" (" Vous y êtes ! Vous êtes à moi ! "). Les véhiculent tournent dans un coin alors qu'Emily de taille géante atteint les passagers et crie sur eux (la photo souvenir est prise ici) avant que le parcours ne touche à sa fin et que les passagers ne débarquent des véhicules.
Les visiteurs sortent dans une boutique dédiée à l'attraction "Attic of Antiquities", où ils peuvent acheter leurs photos de l'attraction ainsi que divers produits dérivés et souvenirs de l'attraction et du parc.